# Antônio Gonçalves de Oliveira
Antônio Gonçalves de Oliveira (Curvelo, 13 de setembro de 1910 — Brasília, 18 de agosto de 1992) foi um magistrado brasileiro.
Filho de José Gonçalves de Oliveira e de Carmelita Pinto de Oliveira, formou-se na Faculdade de Direito da UFMG, em 1935.
Foi consultor-geral da república nos períodos de 1954 a 1955 (governo de Café Filho) e 1956 a 1960 (governo Juscelino Kubitschek).
Nomeado ministro do Supremo Tribunal Federal em 1960, ocupou sua presidência no período de  17 de novembro de 1966 a 10 de fevereiro de 1969.
Ocupou uma vaga de ministro do Tribunal Superior Eleitoral, onde ocupou a presidência entre 1966 e 1969.
Após a aposentadoria, retornou ao exercício das atividades advocatícias. Morreu em Brasília, em 18 de agosto de 1992, sendo sepultado no Cemitério Campo da Esperança.